# Conger erebennus
Conger erebennus är en fiskart som först beskrevs av Jordan och Snyder, 1901.  Conger erebennus ingår i släktet Conger och familjen havsålar. Inga underarter finns listade i Catalogue of Life.